# Dolichoglottis
Dolichoglottis là một chi thực vật có hoa trong họ Cúc (Asteraceae).

## Loài
Chi Dolichoglottis gồm các loài: